# Alchemilla pringlei
Alchemilla pringlei é uma espécie de rosácea do gênero Alchemilla, pertencente à família Rosaceae.